# Керрик (тауншип, Миннесота)
Керрик (англ. Kerrick) — тауншип в округе Пайн, Миннесота, США. На 2000 год его население составило 272 человека.

## География
По данным Бюро переписи населения США площадь тауншипа составляет 90,3 км², из которых 87,9 км² занимает суша, а 2,4 км² — вода (2,70 %).

## Демография
По данным переписи населения 2000 года здесь находились 272 человека, 121 домохозяйство и 78 семей.  Плотность населения —  3,1 чел./км².  На территории тауншипа расположено 218 построек со средней плотностью 2,5 построек на один квадратный километр. Расовый состав населения: 98,53 % белых, 0,74 % коренных американцев и 0,74 % приходится на две или более других рас.
Из 121 домохозяйства в 21,5 % воспитывались дети до 18 лет, в 56,2 % проживали супружеские пары, в 5,8 % проживали незамужние женщины и в 35,5 % домохозяйств проживали несемейные люди. 29,8 % домохозяйств состояли из одного человека, при том 10,7 % из — одиноких пожилых людей старше 65 лет. Средний размер домохозяйства — 2,25, а семьи — 2,82 человека.
21,0 % населения — младше 18 лет, 6,3 % — в возрасте от 18 до 24 лет, 25,7 % — от 25 до 44, 27,9 % — от 45 до 64, и 19,1 % — старше 65 лет. Средний возраст — 44 года. На каждые 100 женщин приходилось 114,2 мужчин.  На каждые 100 женщин старше 18 приходилось 112,9 мужчин.
Средний годовой доход домохозяйства составлял 36 563 доллара, а средний годовой доход семьи —  45 000 долларов. Средний доход мужчин —  32 143  доллара, в то время как у женщин — 32 222. Доход на душу населения составил 18 478 долларов. За чертой бедности находились 9,1 % семей и 13,6 % всего населения тауншипа, из которых 12,7 % младше 18 и 8,6 % старше 65 лет.